# 住井すゑ
住井 すゑ（すみい すえ、1902年1月7日 - 1997年6月16日）は、奈良県出身の小説家。代表作は『橋のない川』で、部落差別について取り組んだ。住井 すゑ子名義による著作もある。

## 来歴・人物
奈良県磯城郡平野村（現在の田原本町）の生まれ。東京府豊多摩郡杉並町（現在の東京都杉並区）在住を経て、1935年に夫の郷里である茨城県稲敷郡牛久村城中（現在の牛久市城中町）の小川芋銭宅のすぐ近くに転居し、執筆と農作物自給生活の拠点とする。以降60年以上、同所に居住。代表作『橋のない川』を初め、多くは農村で執筆された。
次女の増田れい子によると、毎年の3月3日の雛祭りには、必ずあられ (菓子)や餅花などを手作りしていたが、中でも甘酒作りは絶品で、「いつもよりはるかに頼もしく大きい存在に見えた」と著作の中で述懐している。
被差別部落を舞台にした小説『橋のない川』は、約30年にわたって書き続けられた。第7部まで書かれており、2020年時点で累計440万部が刊行された。
1997年、95歳で死去した。
住井の旧宅を改修した「牛久市住井すゑ文学館」が2021年に開館した。これは、牛久市が住井の遺族から土地、建物、遺品の寄贈を受けて、改修・整備したものである。

### 年表
- 1902年1月7日、奈良県磯城郡平野村満田の富裕な家庭に生まれる。実家は大和木綿の製造業と農業を営んでいた。幼い頃、被差別部落の草履商からたびたび実家に訪問販売を受け、部落問題と出会った。
- 田原本技芸女学校在学中に「少女世界」等の雑誌に投稿
- 1919年～1920年、講談社婦人記者
- 1921年、長編小説『相剋』を出版（住井すゑ子名義）。犬田卯と結婚（婚姻届提出は1923年）
- 1929年、『大地にひらく』読売新聞創設55周年記念懸賞小説2位当選
- 1930年～1931年、「無産婦人芸術連盟」機関誌「婦人戦線」に寄稿
- 1930年、講演「母性は起つ」
- 1935年、牛久村城中に転居
- 1940年、『農婦譚』を青梧堂より出版
- 1941年、『子供の村』を青梧堂より刊行。短編小説集『土の女たち』を青梧堂より刊行
- 1942年、『子供日本』を青梧堂より刊行
- 1943年、長編『大地の倫理』を日独書院から刊行。小学館の児童雑誌、教育雑誌に童話などを執筆。自作がNHK「文芸放送」に採用
- 1948年、『飛び立つカル』が、三省堂の国語教科書に掲載
- 1952年、『みかん』で第1回小学館児童文化賞（文学部門）を受賞
- 1954年、長編『夜あけ朝あけ』を新潮社より刊行。第8回毎日出版文化賞受賞
- 1958年、長編小説『向い風』を大日本雄弁会講談社から刊行
- 1959年～1960年、『橋のない川』が部落問題研究所の雑誌「部落」に22回連載
- 1961年、『橋のない川』第2部を書き下ろし刊行
- 1963年、『橋のない川』第3部を新潮社より刊行
- 1964年、『橋のない川』第4部を刊行
- 1970年、『橋のない川』第5部を刊行
- 1973年、『橋のない川』第6部を刊行
- 1978年、自宅敷地内に「抱樸舎」を建てる。長編『野づらは星あかり』を新潮社より刊行
- 1982年、河出書房新社より文を執筆した絵本集を刊行
- 1992年、日本武道館で講演「九十歳の人間宣言 - いまなぜ人権が問われるのか」。聴衆8500人
- 1992年、『橋のない川』第7部を刊行
- 1997年、没。享年95。

## 戦時中の発言
第二次世界大戦中は「農婦われ」「生産の歌」「日の丸少女」「佐久良東雄」「野の旗風」「難きにつく」など数々の軍部賛美の随筆や小説を書き、それらの作品で
などと書いている。そのとき住井は40歳を過ぎていた。
しかし敗戦後、住井は自らの戦争協力の過去を積極的に偽るようになった。寿岳文章との対談では、次のように語っている。
晩年、戦時中の翼賛発言を櫻本富雄に指摘された住井は「ほほほ…何書いたか、みんな忘れましたね」「書いたものにいちいち深い責任感じていたら、命がいくつあっても足りませんよ」「いちいち責任取って腹切るのなら、腹がいくつあっても足りない」などと放言した。
住井の説明によると、これらの翼賛的な文章は、思想犯としてたびたび検挙された夫の罰金を支払うために不本意ながら書いていたものであるという。それに対し前田均（天理大学）は、戦時中の言論弾圧は罰金程度で済むほど甘いものだったのかと疑念を呈している。前田はまた、「いずれにせよ、住井はそれ以前は、他の作家たちの戦争協力の例を挙げる一方で『書けないと突っ張ったのは私一人です』と言っていたが、それが『虚構』であることが櫻本にとって（ママ）明らかにされたわけである」とも評している。
櫻本による上掲のインタビューについて、高崎隆治は「佐多稲子をはじめ、林芙美子・吉屋信子・豊田正子・円地文子・真杉静枝など」の女性作家にも戦争協力の過去があるのに、なぜ住井だけを槍玉に挙げたのかと詰り、「同質の多数の中から特定の『一人だけ』を標的にするのは」「いじめ以外のなにものでもない」と非難した。これに対して前田は「同質の多数の中から特定の『一人だけ』をかばうのはその意図のあるなしにかかわりなく、神格化以外のなにものでもない」と批判した。

## 抱樸舎
すゑは、牛久城中の自宅敷地内に「抱樸舎」（ほうぼくしゃ）を建て、人間平等思想の学習会を行った。死去後も学習会や命日付近の日曜日にすゑを偲ぶ「野ばらの日」が開催された。現在でも建物は存在し、希望者が見学することは可能である。2006年6月18日には「野ばらの日」が学習会の主催でなく自由参加となり、以後も毎年6月第3日曜日に抱樸舎にて開催される。

## 親族
親族には文化人が多い。
- 夫：犬田卯
1891年 - 1957年、編集者・農民文学者
- 娘：増田れい子
1929年 - 2012年、ジャーナリスト・エッセイスト・毎日新聞論説委員
- 孫：HATAO
画家・詩人
- 孫の妻：永田萠
1949年 - 、絵本作家

## 著書
- 『相剋 長編』住井すゑ子 表現社 1921
- 『農婦譚』住井すゑ子 青梧堂 1940
- 『子供の村』住井すえ子 青梧堂 1941
- 『子供日本』住井すゑ子 青梧堂 1942
- 『土の女たち』住井すゑ 日月書院 1942
- 『日本地理学の先駆長久保赤水』住井すゑ子 精華房 1943
- 『大地の倫理』住井すゑ子 日独書院 1943
- 『小説佐久良東雄』住井すゑ子 精華房 1943
- 『夜あけ朝あけ』新潮社 1954 のち文庫
- 『ナイチンゲール』小学館の幼年文庫　1955
- 『向い風』講談社 1958 のち新潮文庫
- 『橋のない川』第1-2部 新潮社 1961 のち文庫、以下同
- 『地の星座』汐文社 1963
- 『橋のない川 第3部』新潮社 1963
- 『橋のない川 第4部』新潮社 1964
- 『橋のない川 第5部』新潮社 1970
- 『橋のない川 第6部』新潮社 1973
- 『野づらは星あかり』新潮社 1978 のち文庫
- 『たなばたさま』滝平二郎絵 河出書房新社（住井すゑとの絵本集）1982
- 『ピーマン大王』ラヨス・コンドル絵 河出書房新社（住井すゑとの絵本集）1982
- 『まんげつのはなし』田島征彦絵 河出書房新社（住井すゑとの絵本集）1982
- 『かっぱのサルマタ』佐野洋子絵 河出書房新社（住井すゑとの絵本集）1983
- 『空になったかがみ』ハタオ絵 河出書房新社（住井すゑとの絵本集）1983
- 『牛久沼のほとり』暮しの手帖社 1983
- 『八十歳の宣言 人間を生きる』人文書院 1984
- 『いのちは育つ 抱樸舎から』人文書院 1985
- 『ふたごのおうま』河出書房新社（メルヘンの森）1986
- 『地球の一角から』正続 人文書院 1986-1990
- 『わたしの童話』労働旬報社 1988 のち新潮文庫
- 『住井すゑ・初期短編集』全3巻 冬樹社 1989
- 『わたしの少年少女物語』全2巻 労働旬報社 1989
- 『さよなら天皇制』かもがわブックレット 1990
- 『二十一世紀へ託す 『橋のない川』断想』解放出版社 1992
- 『橋のない川 第7部』新潮社 1992 のち文庫
- 『九十歳の人間宣言』岩波ブックレット 1992
- 『人間みな平等』岩波ブックレット 1994
- 『住井すゑ対話集』全3巻 労働旬報社 1997
- 『いのちに始まる』大和書房 1997
- 『住井すゑ作品集』全8巻 新潮社 1998-1999
- 『住井すゑ/一庶民との対話 人為を越えて』宇都宮晃編著 筑波書林 2000

復刊
- 住井すゑジュニア文学館  汐文社 1999

地の星座
空も心もさつき晴
大空高く
朝を待ちつつ
こぶしの花咲いて

### 共編著
- 『愛といのちと』犬田卯共著 大日本雄弁会講談社 1957 のち新潮文庫
- 『女性は地球をまもる』斎藤公子対談 創風社 1987
- 『水平社宣言を読む』福田雅子共著 解放出版社 1989
- 『時に聴く 反骨対談』寿岳文章 人文書院 1989
- 『日本の名随筆 99 哀』（編）作品社 1991
- 『天皇陵の真相―永遠の時間のなかで』山田宗睦 古田武彦 三一書房　1994
- 『わが生涯 生きて愛して闘って』増田れい子共著 岩波書店 1995
- 『住井すゑと永六輔の人間宣言 死があればこそ生が輝く』光文社 1995 のち知恵の森文庫
- 『いのちを耕す』若月俊一共著 労働旬報社 1995
- 『「橋のない川」を読む』福田雅子共著 解放出版社 1999